# Walking with Dinosaurs (serie de 2025)
Caminando con Dinosaurios es una miniserie de televisión documental sobre la naturaleza de seis partes producida en 2025 por la Unidad Científica de BBC Studios y PBS en asociación con ZDF y France Télévisions. Se promocionó como un renacimiento de la miniserie original Caminando con Dinosaurios de 1999, aunque sin el regreso de ningún miembro del equipo de producción de la serie original. Cada episodio profundiza en un dinosaurio particular descubierto en un sitio de excavación activo. La historia de cada dinosaurio protagonista se construye a través del trabajo paleontológico en el campo, así como de escenas de imágenes generadas por computadora en entornos de acción en vivo.
En el Reino Unido, BBC One comenzó a transmitir la serie el 25 de mayo de 2025, y los episodios restantes se transmitieron en BBC iPlayer el mismo día. En Estados Unidos, PBS emitió la serie como un evento de tres días a partir del 16 de junio de 2025. La serie también se lanzó en ABC TV y ABC iview en Australia y en IQIYI en China. La serie fue elogiada por su precisión científica, pero ha recibido críticas generalmente mixtas por su presentación.

## Producción y comercialización
La nueva serie Caminando con Dinosaurios fue anunciada el 4 de junio de 2024, como una coproducción entre BBC y PBS, junto con ZDF y France Télévisions. La serie es narrada por Bertie Carvel, con Andrew Cohen y Helen Thomas como productores ejecutivos, Kirsty Wilson como showrunner y Stephen Cooter, Tom Hewitson y Owen Gower como productores/directores. Uno de los paleontólogos consultores, Nizar Ibrahim, reveló que la serie se construyó en parte en torno a la premisa de crear un documental sobre Spinosaurus. Durante la producción de la serie se consultó a más de 200 paleontólogos.
El anuncio original mencionaba a Spinosaurus, Triceratops, Tyrannosaurus y Lusotitan como los dinosaurios en que se haría particular énfasis. Las primeras imágenes promocionales de la nueva serie se revelaron el 22 de enero de 2025, indicando que Pachyrhinosaurus y Albertosaurus también aparecerían. La BBC lanzó un avance completo el 10 de abril de 2025. En junio de 2025, la editorial Dorling Kindersley publicó un libro complementario de la serie, escrito por Andrew Cohen, Helen Thomas y Kirsty Wilson.

## Episodios
| N.º | Título                                  | Dirigido por   | Ubicación y periodo                                  | Fecha de emisión original | Audiencia (millones) |
| --- | --------------------------------------- | -------------- | ---------------------------------------------------- | ------------------------- | -------------------- |
| 1 | «The Orphan (La huérfana)»              | Tom Hewitson   | Montana (Estados Unidos), 66 Ma (Cretácico Superior) | 2025 de mayo del 25       | 2.99                 |
| Una hembra infante de Triceratops, apodada Clover, vaga sola por el continente prehistórico de Laramidia. Se encuentra con una hembra de Infernodrakon que resguardaba un nido, hasta que es devorada por un Tyrannosaurus. Clover consigue evadir al Tyrannosaurus durante la noche y toma una siesta junto a un rebaño de Edmontosaurus al día siguiente, pero más tarde deja la manada después de que el Tyrannosaurus logra matar a un juvenil de Edmontosaurus. Posteriormente se encuentra de manera repetida con un Triceratops macho adulto, quien al final derrota al Tyrannosaurus.                                                       |                                         |                |                                                      |                           |                      |
| 2 | «The River Dragon (el dragón de río)»   | Stephen Cooter | Marruecos, 100 Ma (Cretácico Superior)               | 2025 de junio del 1       | 2.47                 |
| Un joven macho de Spinosaurus, apodado Sobek, es representado como un padre que conduce a sus cuatro crías en búsqueda de comida. Sobek se encuentra con el cadáver de un gigantesco titanosaurio pero es expulsado de allí por un Carcharodontosaurus quien reclama la comida, y su familia viaja hacia el estanque de desove del pez cartilaginoso Onchopristis. Aunque un Alanqa mata a una de sus crías, Sobek captura exitosamente a un Onchopristis. Tras luchar con otro Spinosaurus que trata de robarse su presa, Sobek proporciona la comida a su familia pero muere a causa de sus heridas.                                              |                                         |                |                                                      |                           |                      |
| 3 | «Band of Brothers (banda de hermanos)»  | Stephen Cooter | Utah, 130 Ma (Cretácico Inferior)                    | 2025 de junio del 8       | 2.54                 |
| Un joven macho de Gastonia, apodado George, se une a una banda de otros machos jóvenes como protección contra una manada de Utahraptor. La manada de Utahraptor, que consiste de un macho adulto y tres juveniles, mata a uno de los machos y trata de cazar a George, pero este sobrevive después de que los Utahraptor cambiaran su blanco a un Planicoxa que estaba en las cercanías. Tras alcanzar la adultez, el grupo de Gastonia logra matar al macho líder de los Utahraptor, pero un incendio envuelve al bosque. El grupo sobreviviente de Utahraptor queda atascado en arenas movedizas mientras que los Gastonia sucumben a la asfixia. |                                         |                |                                                      |                           |                      |
| 4 | «The Pack (la jauría)»                  | Tom Hewitson   | Oeste de Canadá, 71 Ma (Cretácico Superior)          | 2025 de junio del 15      | —                    |
| Una hembra adolescente de Albertosaurus, apodada Rose, es forzada a encontrar una fuente de alimento alterna tras haber fallado al cazar un Arrhinoceratops y la posterior llegada de un rebaño migratorio de Edmontosaurus. Rose y su pareja tratan de cazar a un Cryodrakon sin su manada, para disgusto de la hembra líder Albertosaurus. Al día siguiente, la pareja de Rose muere durante la cacería al correr durante la estampida de los Edmontosaurus. En la siguiente caza, Rose logra conducir al macho viejo de Edmontosaurus hacia la hembra líder de Albertosaurus, quien mata a la presa y la comparte con Rose.                      |                                         |                |                                                      |                           |                      |
| 5 | «The Journey North (el viaje al norte)» | Owen Gower     | Canadá, 73 Ma (Cretácico Superior)                   | 2025 de junio del 22      | —                    |
| Varias manadas de Pachyrhinosaurus migran hacia el norte, llevando a una confrontación en la cual un macho infante, apodado Albie, queda separado de su madre. Durante su migración, la manada se enfrenta a un pterosaurio azdárquido, entran en pánico con los eventos climáticos, y además se enfrentan a un Gorgosaurus que está cazando a los Edmontosaurus cercanos y más tarde trata de matar a Albie. La mayoría de la manada de Pachyrhinosaurus, incluyendo a Albie y su madre, sucumben a una inundación repentina, pero los miembros sobrevivientes alcanzan su destino.                                                                |                                         |                |                                                      |                           |                      |
| 6 | «Island of Giants (isla de gigantes)»   | Owen Gower     | Portugal, 150 Ma (Jurásico Superior)                 | 2025 de junio del 29      | —                    |
| El macho más grande conocido de Lusotitan, apodado Viejo Grande, halla a una hembra pero pierde una pelea contra un macho rival más joven. Se alimenta con los huesos de un cadáver de pliosáurido encallado y otros restos en la orilla hasta que la herida en su pata sana. Aunque es presionado por una hembra de Torvosaurus durante su recuperación, Viejo Grande logra recuperarse y gana la revancha contra el macho rival. Al final, Viejo Grande se aparea con la hembra tras una exhibición de cortejo exitosa. |                                         |                |                                                      |                           |                      |

## Recepción
La serie 2025 recibió críticas generalmente mixtas. Los críticos coincidieron en que los efectos especiales generados por computadora (CGI) fueron una mejora con respecto a los de la serie original, aunque sin alcanzar el estilo fotorrealista logrado por Prehistoric Planet (2022-2023). Varios críticos mencionaron que se distrajeron con el uso del antropomorfismo en las historias centradas en los dinosaurios.  Jack Seale, de The Guardian, describió los segmentos basados en paleontólogos como "minuciosos hasta el punto de resultar tediosos". Por el contrario, Carol Midgley de The Times "consideró que las secuencias de las excavaciones reales eran algunas de las partes más interesantes" y Dan Einav de Financial Times afirmó que "[los] segmentos localizados en los yacimientos son un placer de ver".
El paleontólogo británico James Ronan elogió la precisión científica, las representaciones generales del comportamiento y la incorporación de segmentos de trabajo de campo, pero expresó críticas sobre ciertas exageraciones y la falta de variedad de comportamiento en comparación con la serie original. Afirmó que la serie parecía más una "recreación dramatizada de posibles escenarios" que observaciones de los dinosaurios en su hábitat natural. También señaló pequeñas deficiencias gráficas e inconsistencias en la animación.